# Ole Juul (forfatter)
 Der er flere personer med dette navn, se Ole Juul.
Ole Valdemar Juul (født Juhl 10. oktober 1918 i Kolding, død 17. april 2009 i Randers) var en dansk journalist, forfatter og modstandsmand.
Ole Juul var 1938–1943 journalist ved Roskilde Avis og Aalborg Stiftstidende og landmand i Vejle. På den måde fik han kontakt til Kai Holbech, der satte ham i forbindelse med De Frie Danske. Herigennem kom han til at deltage i spredt modstandsaktivitet og jødetransporter til Sverige. I oktober 1943 måtte han selv flygte til Sverige.
Ole Juul har skrevet en lang række bøger, bl.a. debutromanen De røde enge og Det tossede paradis, der begge er filmatiseret (De røde enge og Det tossede paradis). Desuden har han skrevet en drengebogsserie, Jesper-bøgerne.

## Udgivelser
Ole Juul har udgivet følgende bøger:
- De røde enge, 1945
- Det næsthelligste, 1945
- George, 1946
- Efter regn og seks andre noveller, 1947
- Inch-Allah, 1949
- Den syvende basun, 1950
- Episode, 1951
- Aaret herude, 1952
- Det tossede paradis, 1953
- Profeten går i land, 1954
- Skyggedansen, 1955
- Den røde sne, 1957
- Kærlighedsdrabanten, 1957
- Jørgen i sadlen, 1958
- Michael i Marokko, 1958
- Inger sommer at mindes, 1959
- Aften, 1960
- Hos Gestapo, 1960
- Lukket vej, 1960
- Nytårsnat, 1960
- Jørgen bryder et løfte, 1961
- Klar til prøve, 1961
- Generalforsamling i mejeriet, 1964
- Seksten år, 1964
- Sort mosaik, 1964
- Kreta, 1965
- Notater i en kostald, 1965
- Stævnemøde på bakken, 1966
- På gensyn i går, 1967
- Hjælp mig, jeg er i nød..., 1971
- Den glade revolution, 1972
- Dieters første historie, 1972
- Jesper, 1973
- Jesper på Havreholm, 1973
- Jesper som sporhund, 1973
- Brænde, 1974
- Jesper på safari, 1974
- Jesper jager krybskytter, 1974
- Jesper vover pelsen, 1975
- Jesper ta´r fat, 1975
- Jesper og Klubben, 1976
- Torsdag før onsdag, 1980
- Jesper – den røde hane, 1981
- Historien om Mille Myg og den lille Egon, 1989
- Den tavse gud : fra poetisk erkendelse til etisk forståelse : en læsning af Heretica 1948-53, 1998